# Narozeniny (opera)
Narozeniny (v německém originále Der Geburtstag) je příležitostná opera (singspiel) o jednom dějství českého skladatele Vojtěcha Jírovce na libreto neznámého autora.

## Historie a charakteristika
Tato Jírovcova opera nese autorské žánrové označení „vesnická scéna se zpěvem a tancem“. I když má toto dílo hudebně-dramatickou formu, jednalo se o drobnou příležitostnou práci na oslavu 60. narozenin panujícího císaře Františka I., kulminující oslavou monarchy. V závěrečném tanci se uplatnily baletní hvězdy dvorního divadla: Paolo Samengo a jeho (novo)manželka Amalia Samengo-Brugnoliová, Theodore Alexandrine Rozierová (roz. Aumerová), sestry Therese a Fanny Elßlerové, pan Garay a paní Bretellová.

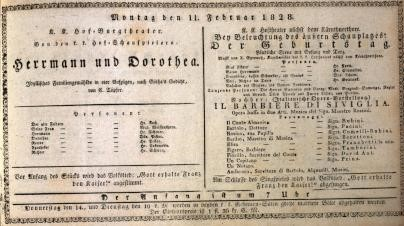
Plakát dvorních divadel ke dni premiéry Narozenin, 11. února 1828

Premiéru Narozenin uvedlo 11. února 1828 vídeňské Divadlo u Korutanské brány (Theater am Kärntnertor), v předvečer císařových narozenin. Po představení herci s obecenstvem zazpívali rakouskou hymnu a následovalo představení Rossiniho Lazebníka sevillského. Jediné další představení se pak konalo o den později. Podobně Jírovec o dva roky dříve oslavil panovníka jevištní kantátou Císařovo uzdravení.
I soudobý tisk odbyl referování o této drobné opeře pouhou zmínkou. Allgemeine Theaterzeitung und Unterhaltungsblatt se ve své zprávě věnoval spíše divadelnímu efektu: „Byla dávána malá příležitostná opereta, pod názvem Narozeniny, v které byly vysloveny city lásky, věrnosti, oddanosti a úcty. To vše skončilo s překvapivým osvětlením, při níž se v pozadí ukázal nádherný gloriet letohrádku Schönbrunn, v němž světélkující jména vysokých údů rodiny vznešeného císařského domu důmyslně oblétala obrazy milovaného panujícího páru a nad pěkně postaveným chrámem Vděčnosti z výše sestupovali korunujíce a věnčíce géniové Věhlasu.“ Časopis Berliner allgemeine musikalische Zeitung hodnotil spíše operu samotnou (společně s následující Jírovcovou drobnou prací, singspielem Slepý harfeník): „lehké, příjemné zboží, nenáročné jako skromná a cudná polní fialka, avšak stejně jako ona ne bez něžné vůně“.

## Osoby a první obsazení

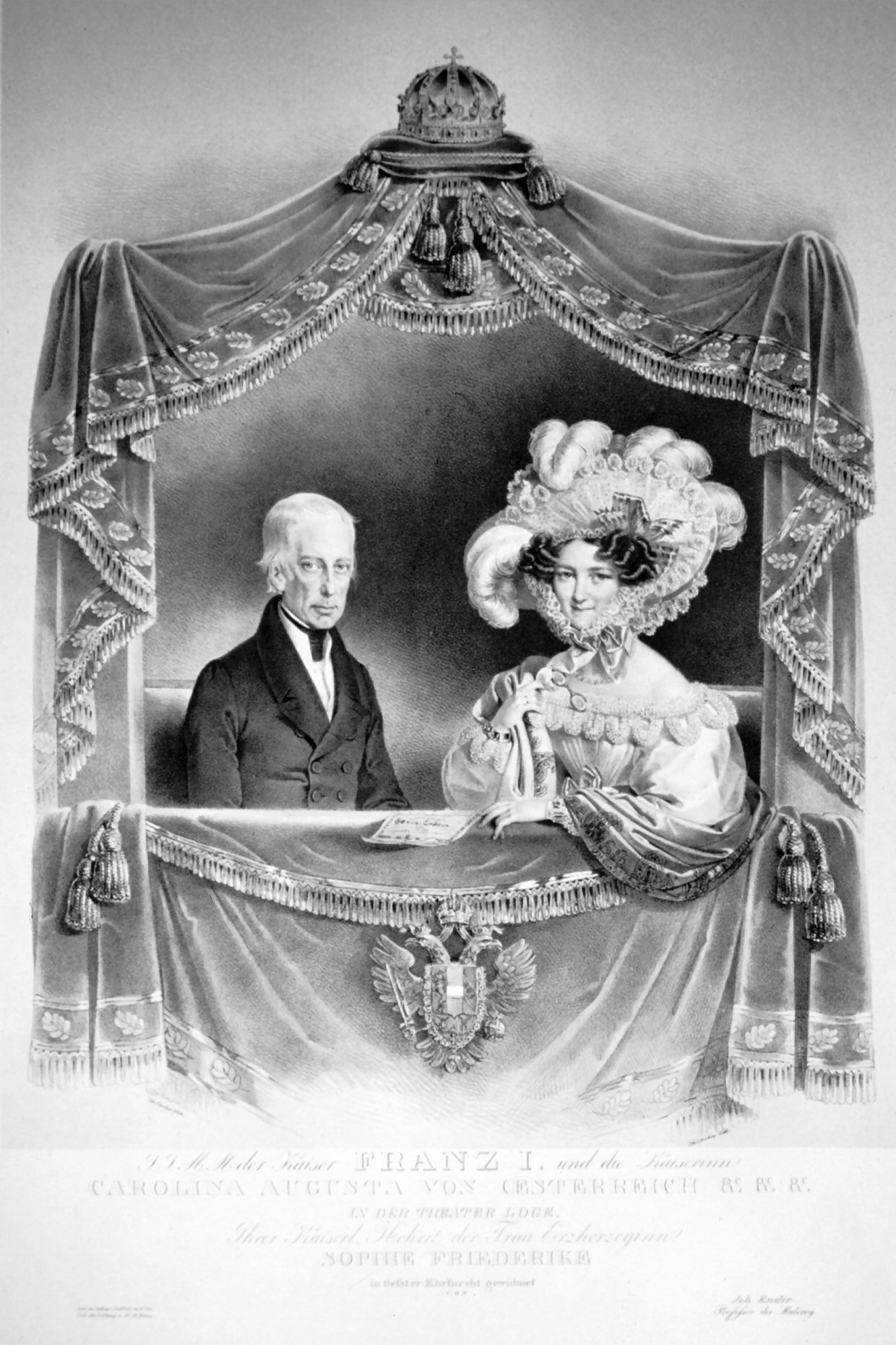
Císař František I. a císařovna Karolína Augusta v divadelní lóži. Litografie Josefa Kriehubera.

| osoba                                  | hlasový obor | premiéra (11. února 1828)       |
| -------------------------------------- | ------------ | ------------------------------- |
| Hrabě Albert                           | baryton      | Franz Anton Forti               |
| Baron Herrmann                         | tenor        | Ludwig Cramolini                |
| Leopoldine, jeho sestra, jako génius   | soprán       | Caroline Achten (pozd. Fischer) |
| Veit, vesnický rychtář                 | tenor        | Joseph Gottdank                 |
| Hraběcí leníci jako géniové, venkované |              |                                 |
| Dirigent: Vojtěch Jírovec              |              |                                 |